# أم الولد

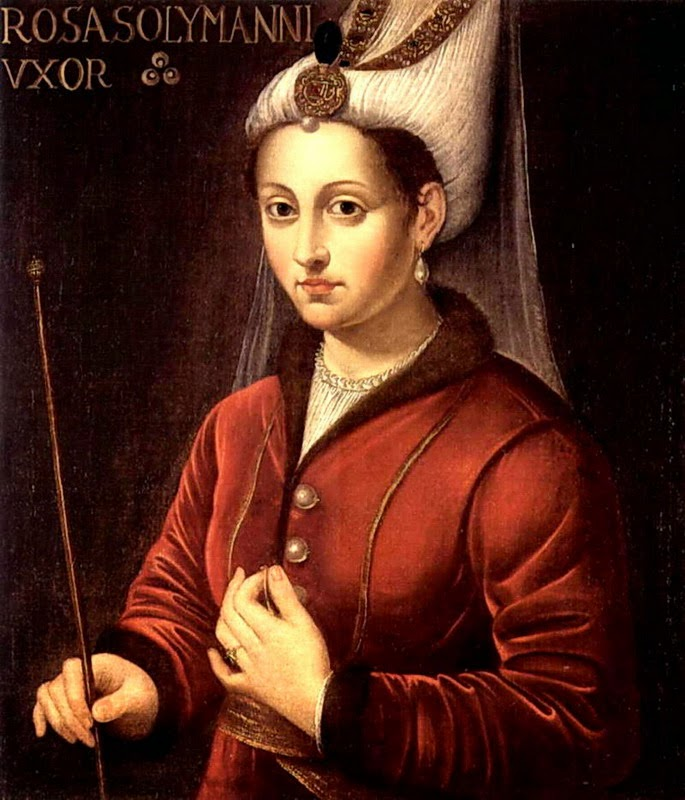
روكسلانا، إحدى ضحايا تجارة الرقيق في شبه جزيرة القرم، أصبحت (أم ولد) عندما أنجبت طفلًا من السلطان سليمان القانوني.

أم ولد هو مصطلح شهير في كتابات المؤرخين المسلمين القدامى، وهو يشير إلى الأَمَة التي ولدت من سيدها في مِلْكِهِ. تُعتَق بمجرد موت سيدها ولا يجوز له بيعها، ويكون حكمها كحُكم الحُرَّة في الستر، في ستر الرأس والأطراف وكذلك في أحكام الصلاة. ولا يختلف فقهاء المسلمين على إباحة وطء الإماء؛ لقوله تعالى: ﴿وَالَّذِينَ هُمْ لِفُرُوجِهِمْ حَافِظُونَ ۝٥ إِلَّا عَلَى أَزْوَاجِهِمْ أَوْ مَا مَلَكَتْ أَيْمَانُهُمْ فَإِنَّهُمْ غَيْرُ مَلُومِينَ ۝٦﴾ [المؤمنون:5–6].، وتعرف أيضاً بأنها الأمة التي قد أنجبت من سيدها ولداً استهلَّ صارخاً ولو مات حينئذ، فكل أمة أنجبت من سيدها ولداً ولو استهلَّ صارخاً ومات، فهي أم ولدٍ تُعتق بمجرد موته، وله منها في حياته قليل الخدمة ولا يجوز له بيعها، وهي التي تسمى أم الولد.